# Uruguayische Cricket-Nationalmannschaft
Die uruguayische Cricket-Nationalmannschaft (spanisch Selección de críquet de Uruguay) ist die Auswahlmannschaft Uruguays im Cricketsport. Uruguay ist derzeit kein Mitglied im Weltverband International Cricket Council (ICC).
Während die Ursprünge des Cricketsports in Uruguay bis in das Jahr 1842 zurückreichen, als der Victoria Cricket Club gegründet wurde, hält sich der Umfang der auffindbaren historischen Berichterstattung über Wettkämpfe der uruguayischen Nationalmannschaft in überschaubaren Grenzen. Zu verzeichnen ist, dass seit 1868 bis zum Zweiten Weltkrieg 29 Spiele gegen die Auswahl des Nachbarlandes Argentinien stattfanden. Sechs dieser Wettkampfvergleiche konnte Uruguay dabei zu seinen Gunsten entscheiden, 21 verlor man dagegen. Für das Jahr 2001 finden sich Berichte, dass zu diesem Zeitpunkt seit mehr als 20 Jahren kein Cricket-Spiel mehr auf uruguayischem Boden ausgetragen wurde. Jedoch erfolgte zeitnah die Gründung eines uruguayischen Cricketverbandes, der Asociación Uruguaya de Cricket, der um Anerkennung beim Weltverband ICC nachsuchte.